# Бертокур Епурдон
Бертокур Епурдон (фр. Bertaucourt-Epourdon) насеље је и општина у североисточној Француској у региону Пикардија, у департману Ен (Пикардија) која припада префектури Лаон.
По подацима из 2011. године у општини је живело 615 становника, а густина насељености је износила 82,44 становника/km². Општина се простире на површини од 7,46 km². Налази се на средњој надморској висини од 99 метара (максималној 121 m, а минималној 57 m).

## Демографија
| 1962. | 1968. | 1975. | 1982. | 1990. | 1999. | 2011. |
| ----- | ----- | ----- | ----- | ----- | ----- | ----- |
| 530   | 482   | 418   | 489   | 462   | 515   | 615   |

График промене броја становника у току последњих година